# پرچم‌های استان‌های ژاپن
پرچم‌های استان‌های ژاپن (انگلیسی: Flags of Japanese prefectures) هر استان مدرن ژاپن دارای یک پرچم منحصربه‌فرد است.

## پرچم‌های استان‌های ژاپن

استان آیچی
استان آکیتا
استان آئوموری
استان چیبا
استان اهیمه
استان فوکوئی
استان فوکوئوکا
استان فوکوشیما
استان گیفو
استان گونما
استان هیروشیما
هوکایدو
استان هیوگو
استان ایباراکی
استان ایشیکاوا
استان ایواته
استان کاگاوا
استان کاگوشیما
استان کاناگاوا
استان کوچی
استان کوماموتو
استان کیوتو
استان میه
استان میاگی
استان میازاکی
استان ناگانو
استان ناگاساکی
استان نارا
استان نیگاتا
استان اوئیتا
Ōita Prefecture (variant)
استان اوکایاما
استان اوکیناوا
استان اوساکا
استان ساگا
استان سایتاما
استان شیگا
استان شیمانه
استان شیزوئوکا
استان توچیگی
توکیو
استان توکوشیما
Tokushima Prefecture (variant)
استان توتوری
استان تویاما
استان واکایاما
استان یاماگاتا
استان یاماگوچی
استان یاماناشی